# Curculigo conoc
Curculigo conoc är en enhjärtbladig växtart som beskrevs av François Gagnepain. Curculigo conoc ingår i släktet Curculigo, och familjen Hypoxidaceae.
Artens utbredningsområde är Vietnam. Inga underarter finns listade i Catalogue of Life.